# Rajarethinam Arokiasamy Sundaram
Rajarethinam Arokiasamy Sundaram (* 10. Juni 1905 in Megathur, Britisch-Indien; † 28. August 1998) war Bischof von Tanjore.

## Leben
Rajarethinam Arokiasamy Sundaram empfing am 24. Februar 1941 das Sakrament der Priesterweihe.
Am 4. Februar 1953 ernannte ihn Papst Pius XII. zum Bischof von Tanjore. Der Erzbischof von Madras-Mylapore, Louis Mathias SDB, spendete ihm am 19. März desselben Jahres die Bischofsweihe; Mitkonsekratoren waren der Bischof von Bangalore, Thomas Pothacamury, und der Bischof von Tiruchirappalli, James Mendonça.
Bischof Sundaram setzte sich besonders für den Ausbau des Wallfahrtortes Velankanni und der Basilika Our Lady of Good Health ein. Er gründete das Our Lady of Health Hospital.
Am 12. September 1986 nahm Papst Johannes Paul II. das von Rajarethinam Arokiasamy Sundaram aus Altersgründen vorgebrachte Rücktrittsgesuch an.